# يوديد أنتيموان ثلاثي
 يوديد أنتيموان ثلاثي مركب كيميائي له الصيغة SbI3، ويكون على شكل بلورات حمراء.